# Monticchiello
Monticchiello ist ein Ortsteil (Fraktion, italienisch frazione) der Gemeinde Pienza in der Provinz Siena, Region Toskana in Italien.

## Geografie
Der Ort liegt im Val d’Orcia ca. 4 km südöstlich des Hauptortes Pienza, ca. 6 km südwestlich von Montepulciano und ca. 42 km südöstlich der Provinzhauptstadt Siena. Der Ort ist der einzige Ortsteil Pienzas und liegt bei 500 Höhenmetern und hatte 2001 ca. 230 Einwohner. 2017 waren es 202 Einwohner. Unterhalb des Ortes fließt der Torrente Tresa, einem Nebenfluss des Orcia.

## Geschichte
Erstmals besiedelt wurde der Ort von den Etruskern und danach von den Römern. In der Zeit der Herrschaft der Langobarden gehörte der Ort zum Kloster San Salvatore di Monte Amiata. In den Dokumenten der Abtei erscheint der Ort erstmals schriftlich 973 als Besitz von Lamberto Aldobrandeschi. 1156 schenkte Paltonieri di Forteguerra dem Papst Hadrian IV. den Ort und diese gab ihn als Lehen an Paltonieri di Forteguerra zurück. Ab dem frühen 13. Jahrhundert stand der Ort unter dem Einfluss der Republik Siena, die den Ort wie Torrita di Siena und Montefollonico als Außenposten an der Ostgrenze ihrer Republik nutzte. Der Konflikt mit Montepulciano und Orvieto dauerte von 1229 bis 1235, dabei wurde der Ort von Orvieto schwer beschädigt. Nachdem die Stadtherren 1233 die Alleanz mit Siena festigten, ging man aus dem Konflikt siegreich hervor und Siena festigte seine Machtposition in Monticchiello. Die Seneser bauten das Cassero und die Stadtmauern sowie weitere Befestigungsanlagen ab 1260. Im Konflikt mit Florenz und Montepulciano verkauften die Herren von Monticchiello den Ort 1397 für 2000 Fiorini an Florenz, die bis zum Frieden von Venedig 1401 Herr im Ort blieben und danach den Ort an Siena zurückgeben mussten. 1502 wurde der Ort von Cesare Borgia eingenommen. Eine weitere wichtige Rolle spielte Monticchiello im letzten Konflikt zwischen Siena und Florenz. Während Siena schon 1555 eingenommen wurde und die Seneser Regierung sich ins Exil nach Montalcino zurückzog, konnte Monticchiello erst am 15. August 1559 nach dem Frieden von Cateau-Cambrésis (3. April 1559) von den Medici übernommen werden.
Am 26. Juni 1778 wurde vom Großherzog der Toskana, Leopold II., angeordnet, dass der Monticchiello als Ortsteil zu Pienza gehört. Schutzpatron des Ortes ist San Cristoforo, der Heiligentag ist der 25. Juli.

## Sehenswürdigkeiten

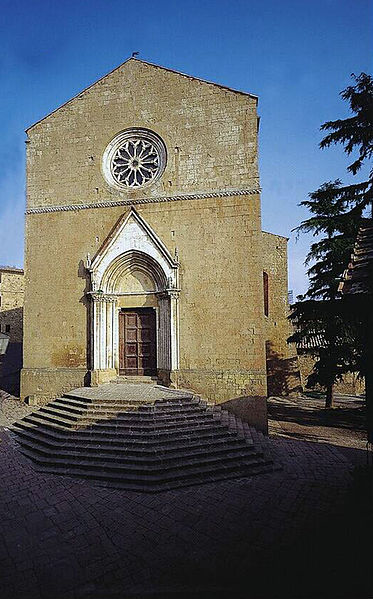
Die Pieve dei Santi Leonardo e Cristoforo a Monticchiello

- Pieve dei Santi Leonardo e Cristoforo a Monticchiello, Pieve des Bistums Montepulciano-Chiusi-Pienza im Ortskern, die in den letzten Jahrzehnten des 13. Jahrhunderts entstand. Die Fassade enthält ein gotisches Portal mit Fensterrose. Die Innenräume wurden im 18. Jahrhundert umgestaltet. Die Fresken in der Stilrichtung der Schule von Siena stammen aus dem 14. und 15. Jahrhundert und wurden 1933 wiederentdeckt. zu den wichtigsten gehören die Gemälde Vestizione di un cavaliere armato (14. Jahrhundert), San Cristoforo (Ende 14. Jahrhundert) und zwei Anima che si confessa. Zudem befindet sich in der Kirche ein hölzernes Crocifisso aus dem 16. Jahrhundert. Die Eisenarbeit von Petruccio Betti da Siena aus dem Jahr 1410 ist heute nicht mehr auffindbar. Zudem wurden einige Werke in das Museo diocesano di Pienza verbracht, wie die Holzstatue San Leonardo von Domenico di Niccolò dei Cori (Siena, 1362–ca. 1453), die um 1430 entstand.[8] Ebenfalls im Museo diocesano von Pienza befindet sich heute das Werk Madonna col Bambino (auch Madonna di Monticchiello genannt) von Pietro Lorenzetti, das wahrscheinlich der zentrale Teil des Flügelaltars Polittico di Monticchiello war und um 1315 entstand.
- Chiesa della Compagnia del Santissimo Sacramento, rechtsseitig der Pieve gelegene ehemalige Kirche, wurde im 18. Jahrhundert erweitert. Sie entstand wahrscheinlich als Chiesa della Fraternita und wurde bereits als solche 1302 erwähnt.[8]
- Chiesa di San Rocco, auch Madonna del Popolo genannt, Kirche außerhalb der Stadtmauern nahe der Porta Sant'Agata aus dem 16. Jahrhundert. Wurde nach dem Zweiten Weltkrieg neu gebaut und 1953 wieder eingeweiht. Enthält das 1596 in Rom entstandene Bild Madonna in trono con i Santi Rocco e Agata.[8]
- Stadtmauern mit dem letzten noch vorhandenen Stadttor Porta Sant’Agata. Der Bau der Stadtmauern wurde 1259 begonnen.[8]
- Rocca, Festung, von der nur noch der 1260 entstandene Cassero mit Turm vorhanden ist.[7]
- Teatro Povero, 1967[4] entstandenes lokales Kleintheater mit dem Museum Museo Tepotratos.
- Pieve di Santa Maria dello Spino, ca. 2 km außerhalb (südlich) von Monticchiello gelegene Pieve. Gehörte bis 1462 zum Bistum Chiusi und wurde dann in das neue Bistum Pienza eingegliedert. Um 1500 war die Pieve in kritischen Zustand und wurde wahrscheinlich im 18. Jahrhundert renoviert, heute wird sie einmal im Jahr zu Fronleichnam genutzt.[8]
- Buca del Beato, Höhle am Torrente Tresa unterhalb von Monticchiello, wo der Beato Giovanni Benincasa (1375–1426) seine Einsiedelzeit verbrachte und dort am 9. Mai 1426 verstarb.[9]

## Bilder

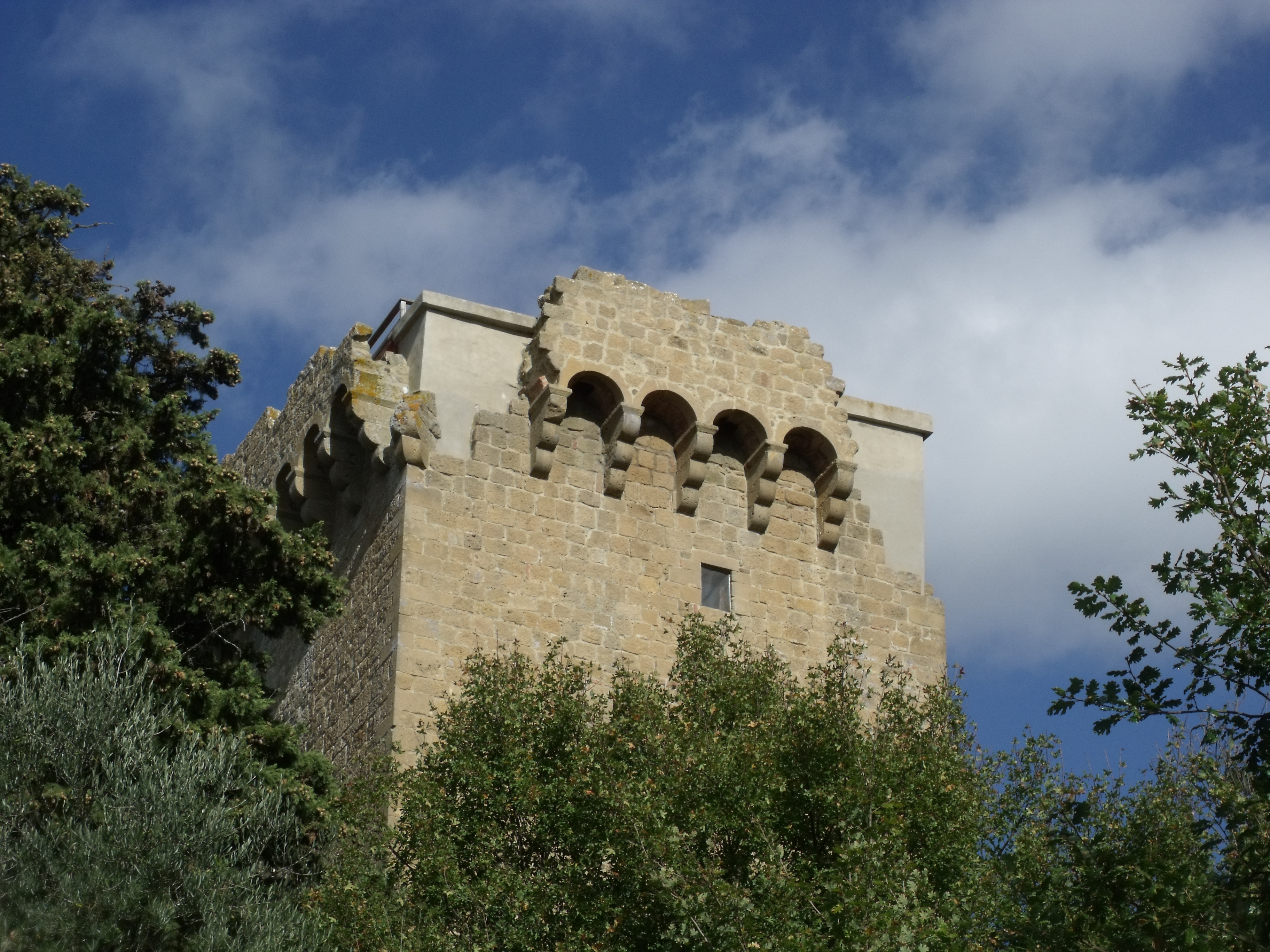
Der Torre del Cassero
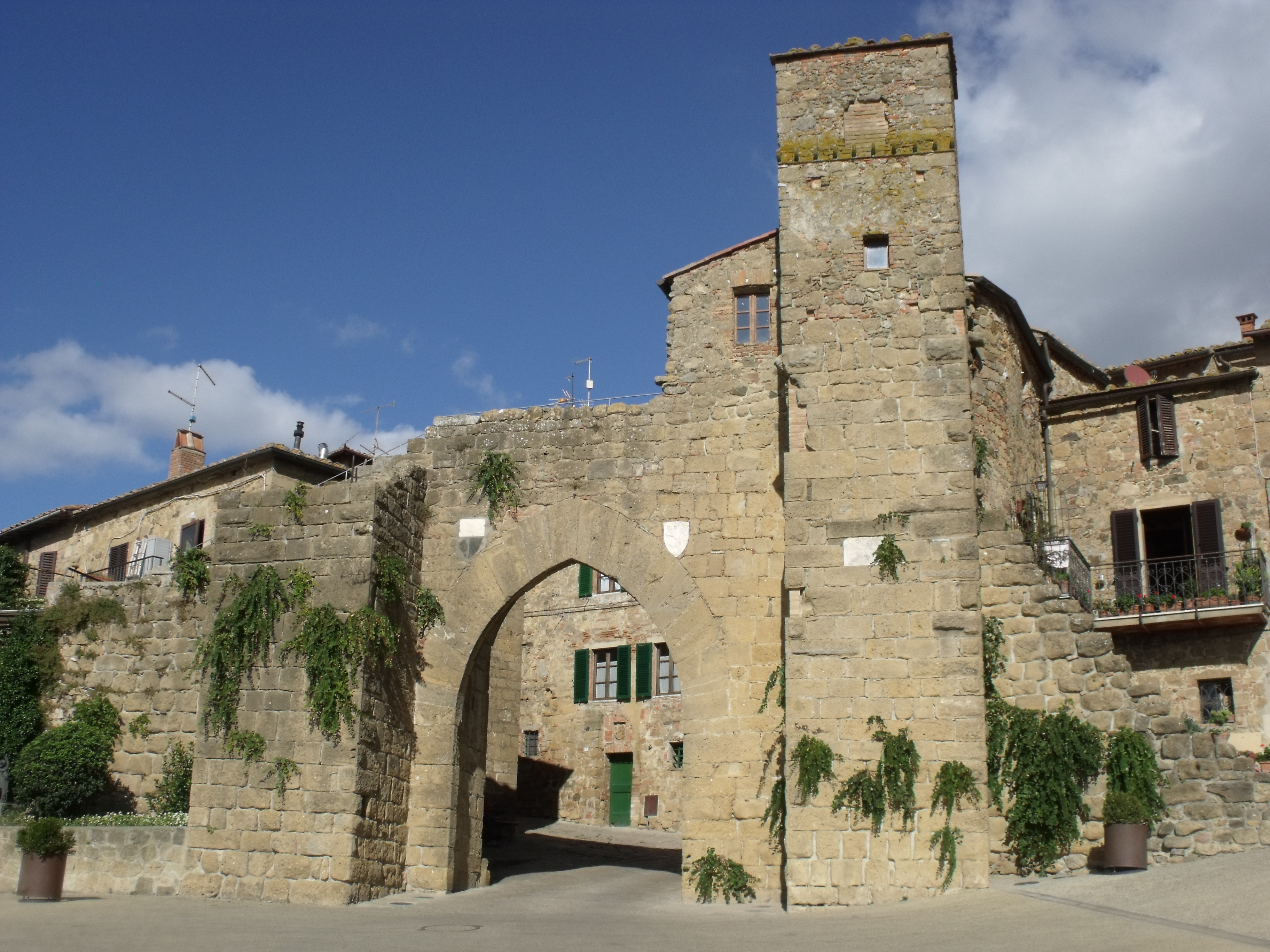
Das Stadttor Porta Sant’Agata
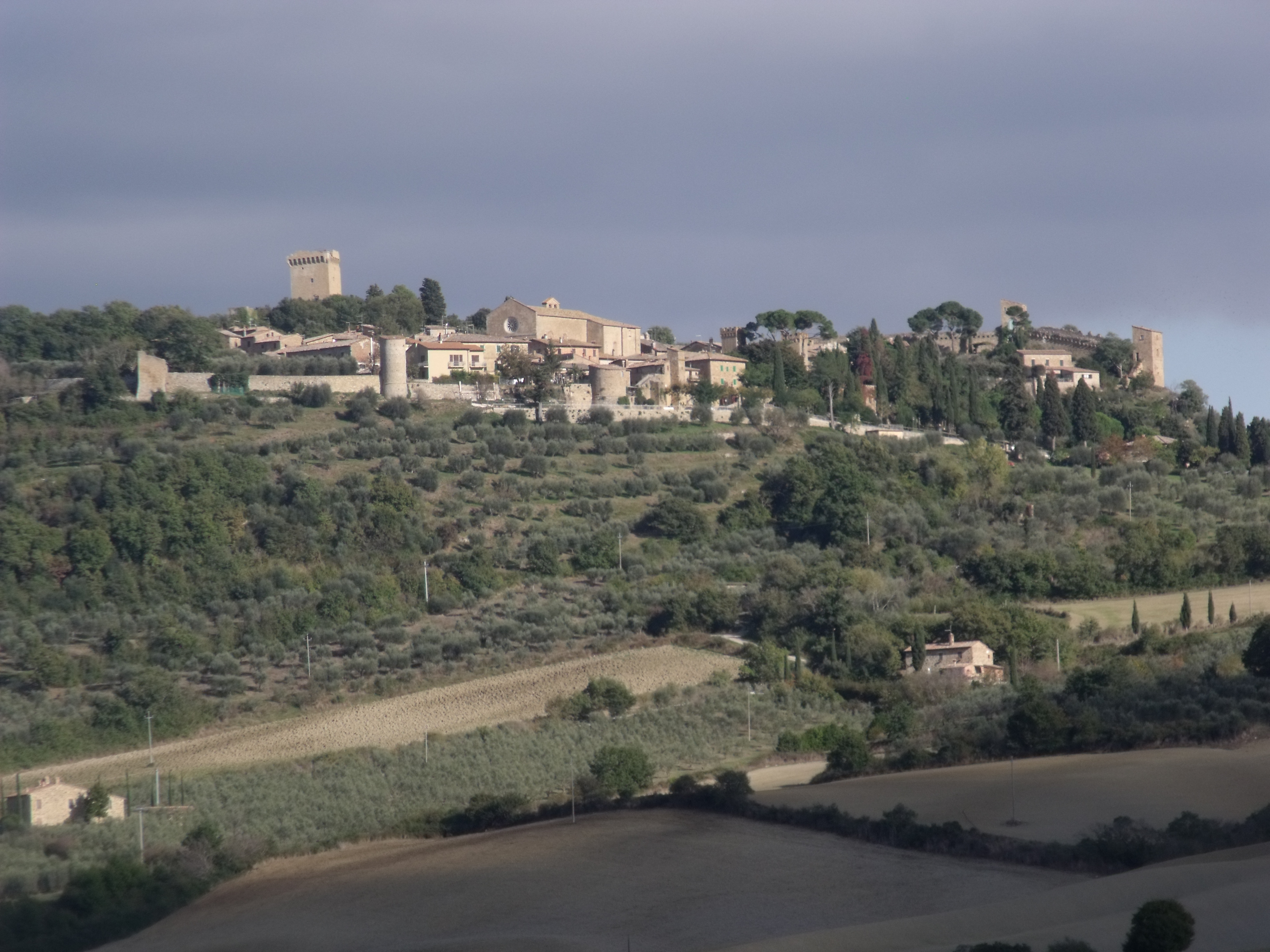
Panorama von Monticchiello
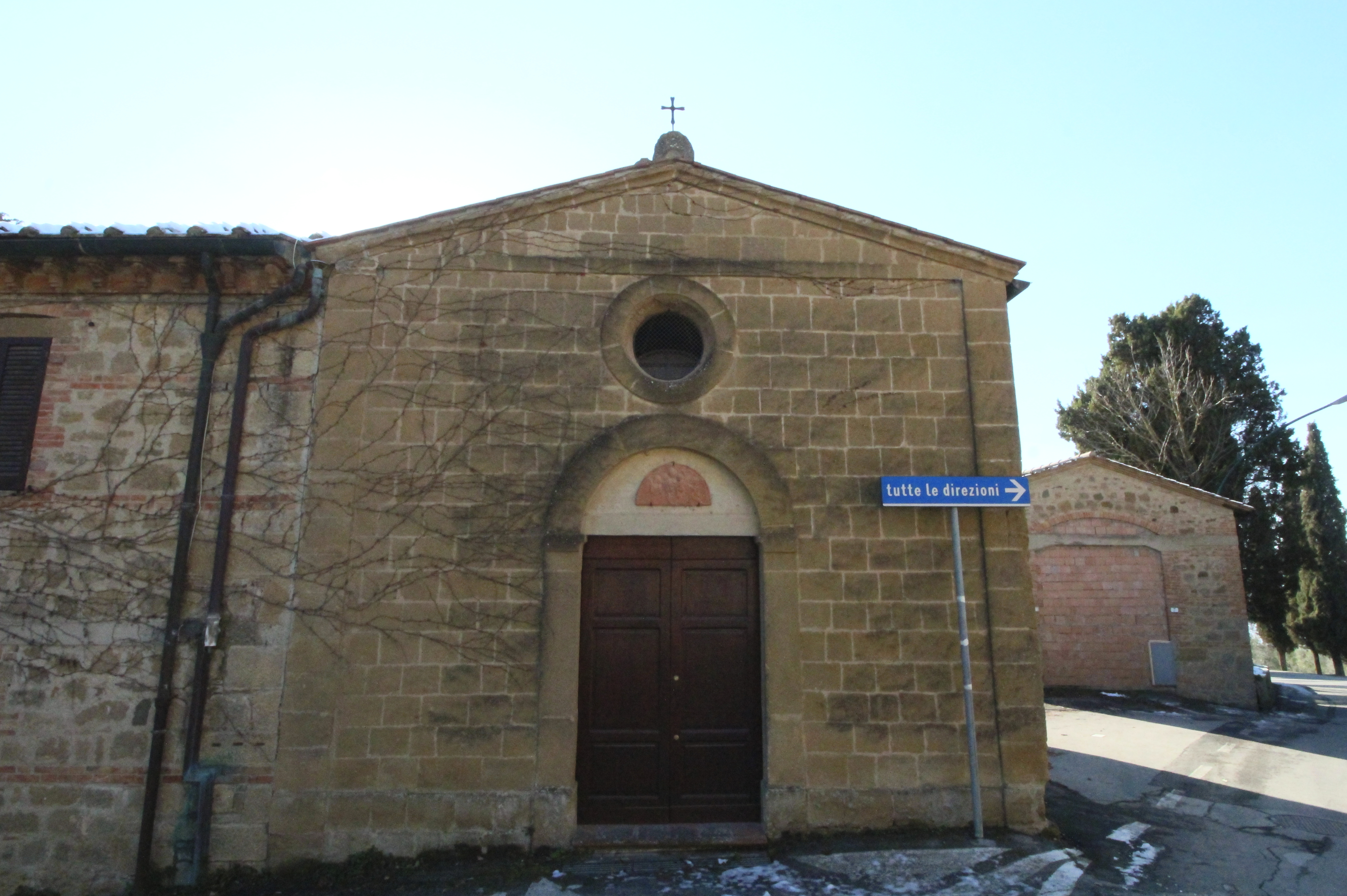
San Rocco, Kirche kurz außerhalb der Stadtmauern
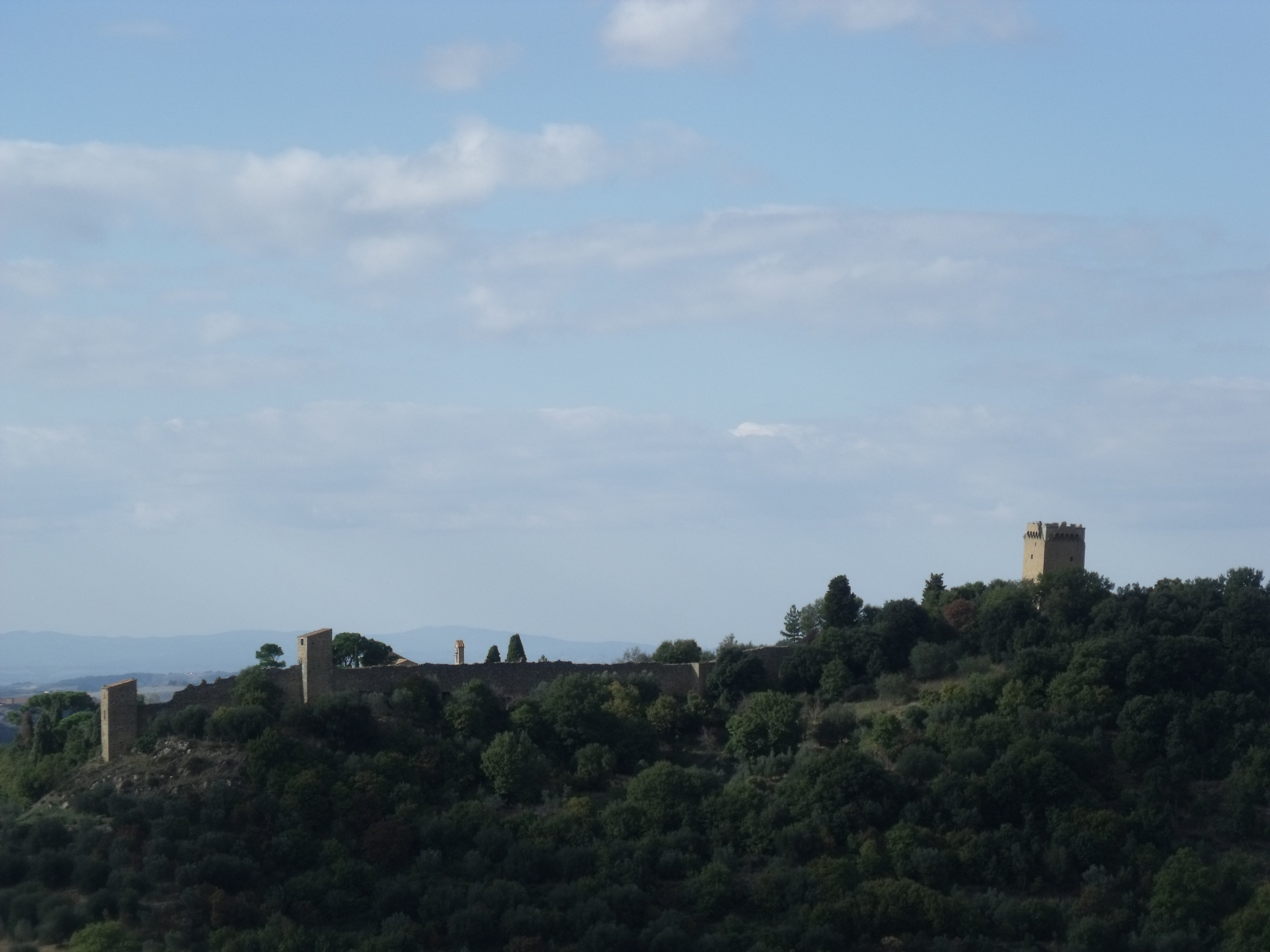
Die Stadtmauern von Monticchiello von Südosten gesehen, rechts der Torre del Cassero